# Carinoturris polycaste
Carinoturris polycaste é uma espécie de gastrópode do gênero Carinoturris, pertencente a família Pseudomelatomidae.